# Фшавелі
Фшавелі (груз. ფშაველი) — село в Грузії.
За даними перепису населення 2014 року в селі проживає 1624 особи.